# Bucarius
Bucarius est un auteur picard actif dans la première moitié du XVe siècle et originaire du Ternois (région de Saint-Pol, dans l'actuel Pas-de-Calais). Il est l'auteur du Pastorelet, une chronique évoquant le conflit entre les factions des Armagnacs et des Bourguignons.